# Wallburg Ambrock

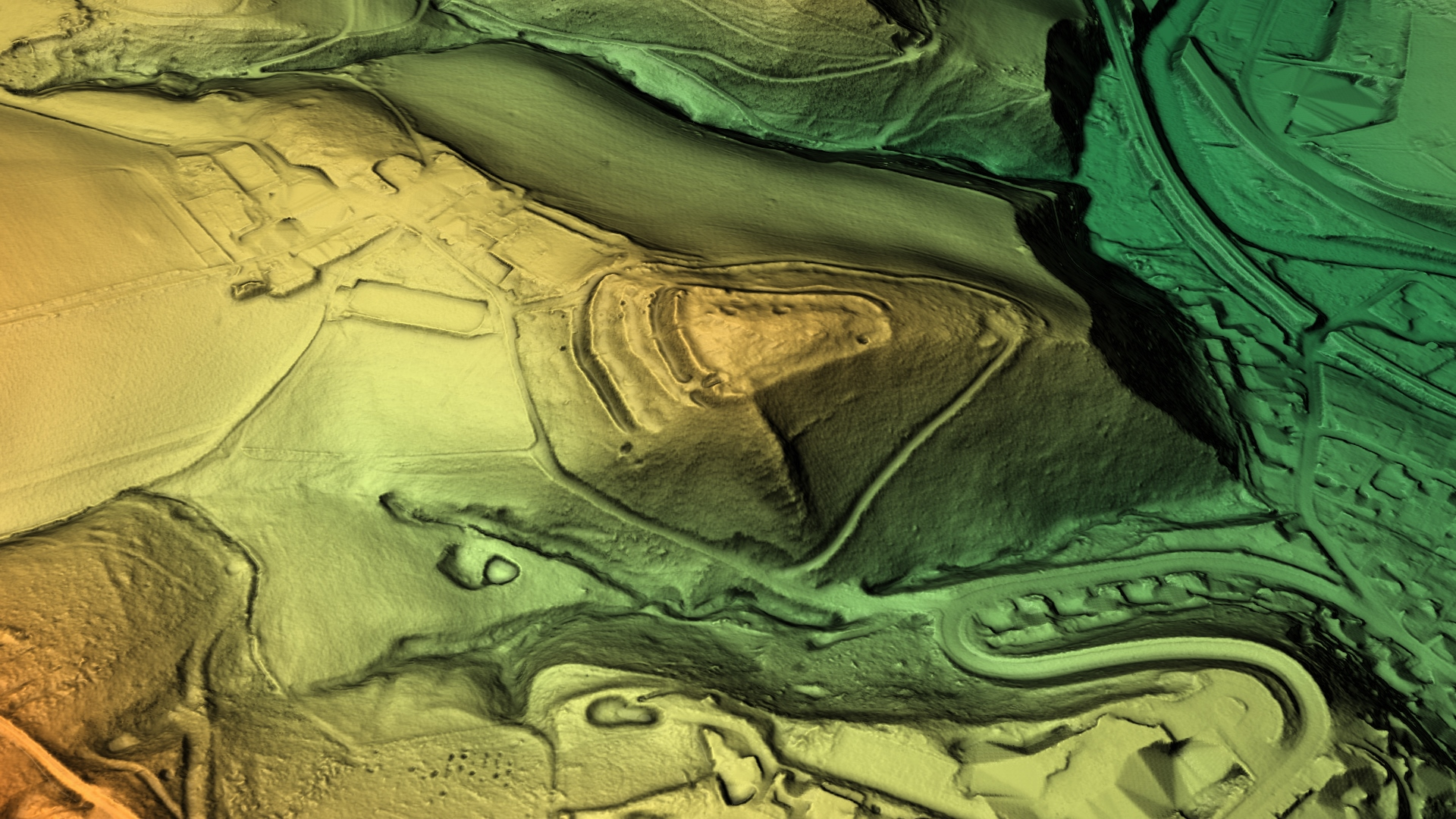
3D-Ansicht des digitalen Geländemodells

Die Wallburg Ambrock ist eine kleine Wallanlage in Nordrhein-Westfalen.

## Lage
Die Wallburg Ambrock befindet sich im Süden der kreisfreien Großstadt Hagen im Stadtbezirk Hagen-Dahl an der Grenze vom Ruhrgebiet zum Sauerland. Die Wallburg liegt bei 224 m ü. NN auf der Kuppe des Minnerbergs, einer bewaldeten Anhöhe über dem Tal der Volme zwischen der Ortslage Ambrock im Norden und dem südlich gelegenen Stadtteil Dahl. Sie wird auf den Karten des Landesvermessungsamtes Nordrhein-Westfalen als Kulturdenkmal ausgewiesen.

## Entstehung
Die Quellenangaben zur Entstehung der Wallburg Ambrock sind widersprüchlich. Während nach Angaben des Historischen Zentrums Hagen die Anlage vermutlich im 10. oder 11. Jahrhundert errichtet wurde, sprechen andere Quellen von einem geschätzten Alter von 2000 Jahren. Keramikfunde, sogenannte Pingsdorfer Keramik, belegen zumindest eine Nutzung der Burg im 10. und 11. Jahrhundert.
Eine genauere Beschreibung dieser stark befestigten Anlage wurde erstmals 1888 durch Karl Mummenthey publiziert. Während der Zeit der NS-Herrschaft im Jahre 1935 ließ Dr.Gerhard Brüns, seinerzeit Leiter des Städtischen Heimatmuseums Hagen, Ausgrabungen auf der Wallburg durchführen, die aber auch zu keiner genaueren Datierung geführt haben.
Der Heimatforscher Dr. Manfred Sönnecken entdeckte 1954 Scherben auf dem Berg, die auch in das 10. bis 11. Jahrhundert datieren. Deswegen galt die Anlage fortan weiter als mittelalterlich – bis zum Frühjahr 2018: Das Orkantief Friederike fegte über das Land, entwurzelte viele Bäume und richtete enorme Waldschäden an. Auch der Wald am Minnerberg war betroffen und die LWL-Archäologie für Westfalen begutachtete die Schäden und sondierte Windbrüche mit dem Metalldetektor. Überraschend fand Thomas Poggel eine Keltische Münze, die den mittelalterlichen Datierungsansatz nicht bestätigte, sondern deutlich älter ist. Die Münze datiert in die späte Eisenzeit, ungefähr zwischen 90 und 50 v. Chr. und wurde im Gebiet der Treverer geprägt. Unklar bleibt, ob ein suebischer Krieger auf dem Weg in seine Heimat die Münze auf dem Minnerberg verlort oder der Minnerberg eine eisenzeitliche Befestigung darstellt.

## Anlage
Die Burg besitzt zwei hintereinander gestaffelte Wälle, die die gefährdeten West-, Nord- und Ostflanken sichern. Zur steil abfallenden Südseite war kein eigener Wall zur Sicherung erforderlich. An der am meisten gefährdeten Westseite befindet sich vor jedem der beiden Wälle jeweils noch ein niedrigerer Vorwall, worauf auch die ausgehobenen Gräben hinweisen.
Der innere Wall wird auf seiner gesamten Länge von einem Spitzgraben mit Vorwall begleitet. Der äußere Ringwall ist hingegen nur an der besonders gefährdeten Südwestseite zusätzlich mit einem Vorwall gesichert. Der Zugang zu der Wallanlage erfolgte über das Hochplateau im Nordwesten der Burg. In diesem Bereich sind die Wälle unterbrochen, und es können dort Toranlagen vermutet werden, über deren genauen Aufbau jedoch nichts bekannt ist.

Grabungsfunde auf der Ebene zwischen beiden Hauptwällen haben Bodeneintiefungen gezeigt, die möglicherweise auf eine hölzerne Palisadenwand zur zusätzlichen Absicherung hindeuten könnten.
1923 kam es bei der Errichtung eines Hochspannungsmastes bzw. beim Bau des Fundaments innerhalb der Anlage zu Zerstörungen. Dabei wurden Gräben zugeschüttet und Wälle durchbrochen. Schon früher baute man einen Weg vom Hof Ambrock in die Wallburg, was zu Einebnungen führte.
Die Anlage ist heute jederzeit über den Weg zum Ribberthof frei zugänglich. Die einzelnen Wälle und Gräben sind teils gut zu erkennen oder lassen sich zumindest noch erahnen. Über die Anlage wurde eine Hochspannungsleitung verlegt, von der ein Mast auf dem Gelände der Wallburg steht und bei dessen Bau eventuell historische Teile der Anlagen zumindest in Mitleidenschaft gezogen wurden.
Im Heimatmuseum Breckerfeld befindet sich ein Modell der Wallburg.

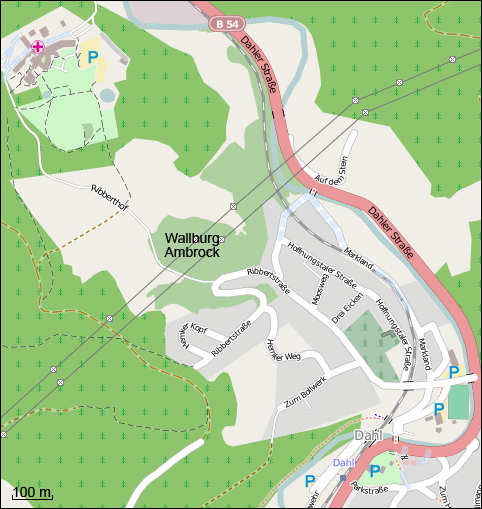
Lage der Wallburg Ambrock in Hagen
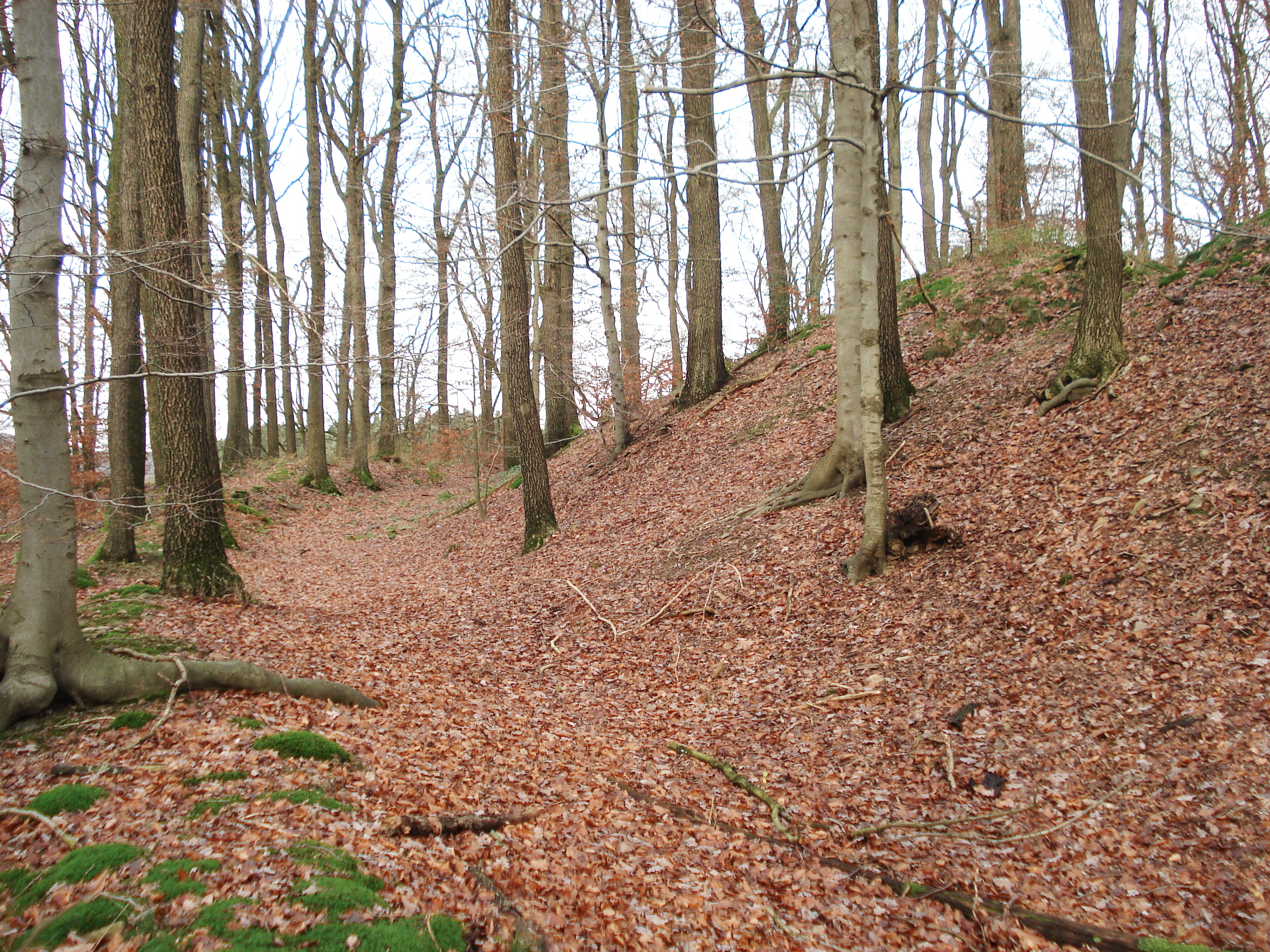
Vorwall, Graben und innerer Wall am Westhang des Minnerbergs
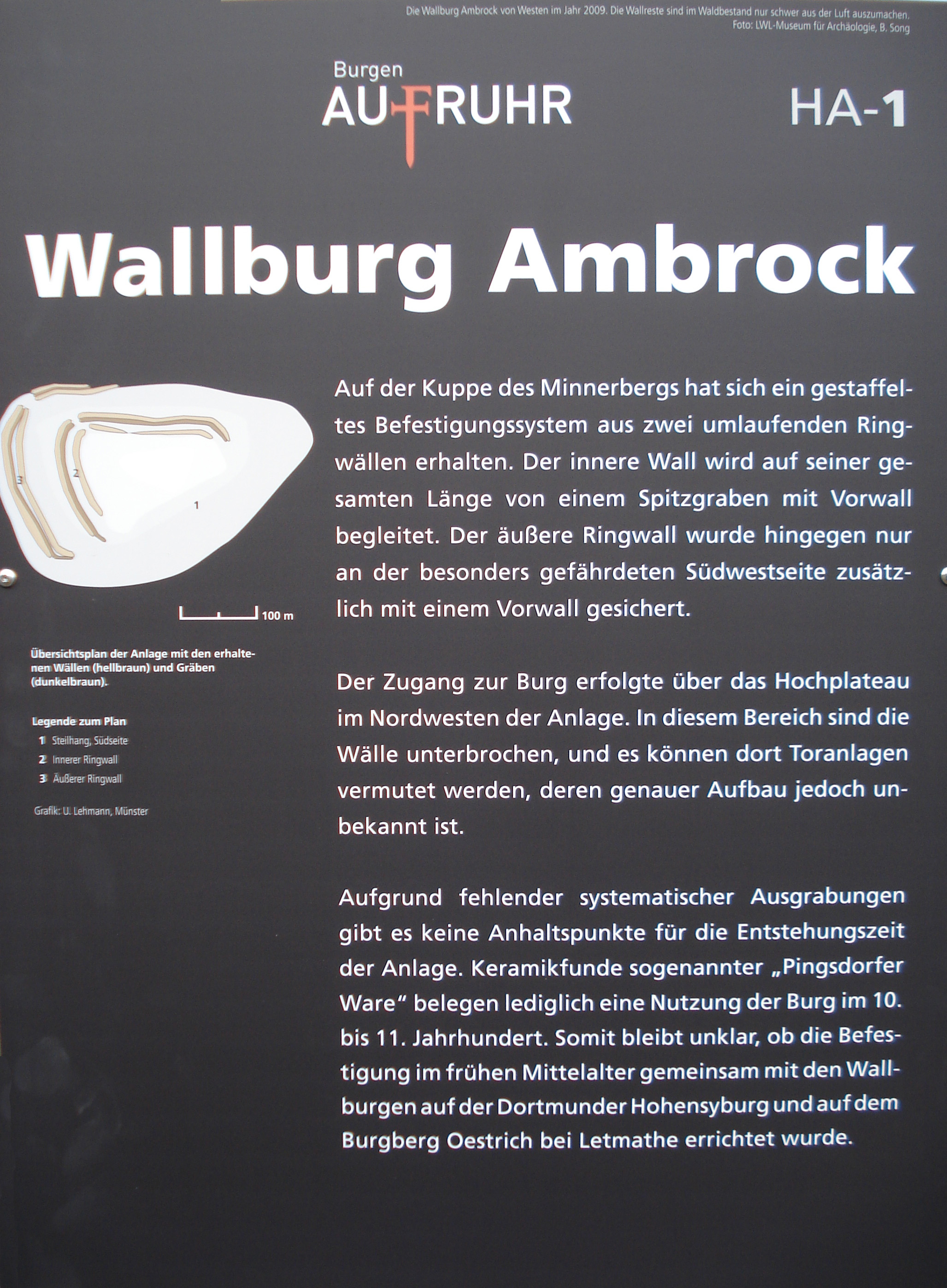
Schautafel an der Wallburg Ambrock
- 3D-Geländemodell der Wallburg Ambrock